# Julio Rojos
Julio Rojos Astorga (Los Vilos, 13 de enero de 1953) es un técnico agrícola y político chileno, miembro del Partido Demócrata Cristiano (PDC). Entre 1990 y 1994 se desempeñó como diputado por el distrito N.° 9, Región de Coquimbo.

## Biografía
Nació el 13 de enero de 1953, en la comuna de Los Vilos. Está casado con Ana María Sassot y tienen tres hijos.
Los estudios primarios los realizó en la Escuela Básica "Divina Providencia" de su ciudad natal, mientras que los secundarios los efectuó en la Escuela Agrícola Salesiana de Catemu y la Escuela Agrícola Superior de Macul, donde obtuvo el título de técnico agrícola.
En 1972 ingresó a la Facultad de Agronomía de la Universidad de Chile, cursando sólo cuatro semestres.

## Trayectoria política
Se integró al Partido Demócrata Cristiano (PDC) un año antes del golpe de Estado. Más adelante, en 1982, fue elegido presidente comunal del PDC por Los Vilos.
En 1983 asumió la presidencia provincial correspondiente a Choapa, resultando reelecto en 1985 y 1987. En 1988 participó activamente como Coordinador general de la campaña por el NO en su provincia.
En el ámbito privado, desde 1975 se dedicó a la comercialización de productos del mar en Los Vilos. De esta manera, se hizo socio de la empresa pesquera Ñagüé.
En las elecciones parlamentarias de diciembre de 1989 fue elegido diputado por la Cuarta región por el distrito N.° 9 (correspondiente a las comunas de; Combarbalá, Punitaqui, Monte Patria, Illapel, Salamanca, Los Vilos y Canela) para el período de 1990-1994. Pasó a formar parte de la Comisión de Recursos Naturales, Bienes Nacionales y Medio Ambiente.